# Ottorino Volonterio
Ottorino Volonterio (n. 7 decembrie 1917, Orselina⁠(d), Cantonul Ticino, Elveția – d. 10 martie 2003, Lugano, Cantonul Ticino, Elveția) a fost un pilot de Formula 1. De-a lungul carierei a luat startul în 3 curse, niciuna din pole-position. Nu a câștigat nicio cursă și nu a terminat niciodată pe podium, acumulând 0 puncte în întreaga activitate ca pilot de Formula 1.